# Гниляк, Иван Кириллович
Иван Кириллович Гниляк (2 мая 1927, Степановка — 4 октября 1996, Бобринец) — передовик советского сельского хозяйства, бригадир колхоза «Коминтерн» Бобринецкого района Кировоградской области, Герой Социалистического Труда (1966).

## Биография
Родился в 1927 году в селе Степановка, ныне Кропивницкого района Кировоградской области в украинской крестьянской семье. Получив начальное образование с раннего детства начал работать в сельском хозяйстве. С 1945 года стал работать трактористом Бобринецкой машинно-тракторной станции Кировоградской области. С 1955 года работал бригадиром тракторной бригады Бобринецкой МТС. Бригады Гниляка обслуживала сельхозугодья родного села Степановка и других близлежащих сёл. Являлся передовиком производства.
За успехи достигнутые в увеличении производства и заготовок пшеницы, ржи, гречихи, проса, риса, кукурузы и других зерновых и кормовых культур, Указом Президиума Верховного Совета СССР от 23 июня 1966 года Ивану Кирилловичу Гниляку было присвоено звание Героя Социалистического Труда с вручением ордена Ленина и золотой медали «Серп и Молот».
После расформирования МТС в 1958 году, возглавил тракторную бригаду в местном колхозе «Коминтерн» в селе Степановка. Позже перешёл в помощники бригадира, затем стал работать механиком тракторной бригады.
Выйдя на пенсию, проживал в городе Бобринец. Умер 4 октября 1996 года.

## Награды
За трудовые успехи удостоен:
- золотая звезда «Серп и Молот» (23.06.1966),
- орден Ленина (23.06.1966),
- другие медали.